# Epic (Faith No More)
Epic is een nummer van de Amerikaanse band Faith No More. Het nummer werd uitgebracht op hun album The Real Thing uit 1989. Op 29 januari 1990 werd het nummer uitgebracht als de tweede single van het album.

## Achtergrond
Epic is een van de meest succesvolle nummers van Faith No More en zorgde voor de doorbraak van de band. Het werd tevens de enige top 10-hit van de band in thuisland de Verenigde Staten met een 9e positie in de Billboard Hot 100 als hoogste notering. Daarnaast werd de plaat een nummer 1-hit in Australië, terwijl in Nieuw-Zeeland de 2e positie werd bereikt.
In Nederland werd de  plaat regelmatig gedraaid op Radio 3 en werd een radiohit. De plaat bereikte de Nederlandse Top 40 niet, maar bleef steken op de 7e positie in de Tipparade. Wel werd de 51e positie in de Nationale Top 100 bereikt en stond 7 weken in de publieke hitlijst genoteerd.
In België werd geen notering behaald in zowel de Vlaamse Ultratop 50 als de Vlaamse Radio 2 Top 30.
De plaat behoort tot de nummers die de band het vaakst live heeft gespeeld. Het staat in twee lijsten van de Amerikaanse muziektelevisiezender VH1; het bereikte de dertigste plaats in hun lijst van de veertig beste metalnummers ooit en de 54e plaats in hun lijst met de honderd beste hardrocknummers ooit.
De videoclip van Epic is geregisseerd door Ralph Ziman en bevat surrealistische beelden in combinatie met een optreden van de band die doorweekt is vanwege een kunstmatige regenbui op een podium. De video was enigszins controversieel vanwege de laatste scène, waarin een vis uit het water is gehaald en waarschijnlijk sterft voor de camera. De band grapte dat deze vis eigendom was van Björk, destijds nog zangeres bij de band The Sugarcubes, en zij claimden het van haar te hebben gestolen tijdens een feest. In een andere versie gaf Björk de vis aan toetsenist Roddy Bottum na een poëzielezing in San Francisco. Björk zei hier zelf over: "Ik ken die jongens, ik weet dat zij [hem] geen pijn zouden doen. Maar ik weet wel, als ik naar huis ging met mijn vis, die aan mij was gegeven, was dit nooit gebeurd." Verder droeg gitarist Jim Martin in de videoclip een T-shirt met de tekst "A Tribute to Cliff Burton"; Martin was een klasgenoot en goede vriend van Metallica-bassist Burton, die in 1986 bij een busongeluk van de band om het leven kwam. Daarnaast draagt zanger Mike Patton een shirt van de band Mr. Bungle met de tekst "There's A Tractor In My Balls Again". Red Hot Chili Peppers-zanger Anthony Kiedis beschuldigde Patton later van het stelen van zijn stijl in deze videoclip en in verschillende live-optredens.
In Nederland werd de videoclip destijds op televisie uitgezonden door Veronica in de televisie versie van de Nederlandse Top 40 en het pop programma Countdown en door de TROS in TROS Popformule met TROS Radio 3 dj Peter Teekamp.
Epic komt voor in de videospelen Burnout Paradise, Rock Band, Saints Row: The Third, Guitar Hero Live en Guitar Hero 5. Tevens werd het gebruikt in een commercial voor de game Street Fighter IV en in de film The Disaster Artist uit 2017, en in een nieuwe versie door componist Mateo Messina in de film Young Adult uit 2011. Het is gecoverd door onder anderen The Automatic, Atreyu en Love is All.

## Hitnoteringen

### Nationale Top 100
| Hitnotering: 28-07-1990 t/m 08-09-1990 | Hitnotering: 28-07-1990 t/m 08-09-1990 | Hitnotering: 28-07-1990 t/m 08-09-1990 | Hitnotering: 28-07-1990 t/m 08-09-1990 | Hitnotering: 28-07-1990 t/m 08-09-1990 | Hitnotering: 28-07-1990 t/m 08-09-1990 | Hitnotering: 28-07-1990 t/m 08-09-1990 | Hitnotering: 28-07-1990 t/m 08-09-1990 | Hitnotering: 28-07-1990 t/m 08-09-1990 |
| Week                                   | 1                                      | 2                                      | 3                                      | 4                                      | 5                                      | 6                                      | 7                                      |                                        |
| -------------------------------------- | -------------------------------------- | -------------------------------------- | -------------------------------------- | -------------------------------------- | -------------------------------------- | -------------------------------------- | -------------------------------------- | -------------------------------------- |
| Positie                                | 95                                     | 76                                     | 61                                     | 57                                     | 51                                     | 62                                     | 90                                     | uit                                    |

### NPO Radio 2 Top 2000
| Nummer met noteringen in de NPO Radio 2 Top 2000 | '16 | '17 | '18  | '19  | '20  | '21  | '22  | '23  | '24  |
| ------------------------------------------------ | --- | --- | ---- | ---- | ---- | ---- | ---- | ---- | ---- |
| Epic                                             | 889 | 838 | 1213 | 1228 | 1248 | 1192 | 1237 | 1416 | 1508 |

1. ↑  Een vetgedrukt getal geeft de hoogste notering aan.
2. ↑  2016 was het eerste jaar met een notering voor dit nummer.